# Сергіє Демич
Сергіє Демич (сербохорв. Sergije Demić, 16 квітня 1909, Сараєво — 21 листопада 1973, Белград) — югославський футболіст, що грав на позиції воротаря.
Виступав, зокрема, за клуб «Конкордія» (Загреб), а також національну збірну Югославії. Дворазовий чемпіон Югославії.

## Клубна кар'єра
Розпочинав кар'єру в клубі «Хайдук» (Сараєво), в першій команді якого грав з 18 років.
Був помічений представниками загребського клубу «Конкордія», до складу якого приєднався в 1930 році. На той момент «Конкордія» вважалась третій за силою клубом Загреба, після «Граджянскі» і ХАШКа. Але в тому році команді вдалося випередити «Граджянскі» і потрапити з другого місця чемпіонату міста до кваліфікації національного чемпіонату. Обігравши «Ілірію» з Любляни, клуб Демича вперше потрапив до фінального турніру чемпіонату, де створив сенсацію, завоювавши перше місце. У фінальному турнірі виступало 6 команд. Перед останнім десятим туром чотири клуби зберігали шанси на титул, причому «Конкордія» була лідером, на одне очко випереджаючи БСК, «Хайдук» і «Югославію». Двоє останніх зіграли між собою внічию 1:1. «Конкордія» ж дома приймала БСК здобула перемогу з рахунком 4:2. За грою спостерігало 15 000 глядачів, які після свистка винесли гравців клубу з поля на своїх плечах, а на вулицях міста відбувались довгі гуляння з нагоди першого в історії клубу чемпіонства. Демич зіграв в усіх 10 матчах своєї команди.
У 1931 році став з командою срібним призером чемпіонату, зігравши у фінальному турнірі 6 матчів. В 1932 році вдруге став чемпіоном країни. «Конкордія» посіла друге місце у кваліфікаційній групі, поступившись «Хайдуку». Фінальний турнір цього разу проводився за кубковою системою. Клуб переміг у чвертьфіналі «Вікторію» (Загреб) (3:0 і 7:3), а у півфіналі белградську «Югославію» (0:0, 6:1). У фіналі «Конкордія» зустрічалась із «Хайдуком», якому поступилась у ківаліфікаційній групі. Перший матч у Спліті завершився перемогою з рахунком 2:1. Після матчу преса назвала головним героєм гри Демича. В матчі-відповіді «Хайдук» виграв перший тайм 1:0, але після перерви нападники «Конкордії» забили два голи, а Демич втримав свої ворота сухими.
У 1933 році Сергіє Демич перейшов до складу австрійського клубу ВАК. Команду саме залишив знаменитий воротар Рудольф Гіден. Але закріпитись у складі віденского клубу Демичу не вдалося. На його рахунку лише один матч у чемпіонаті Австрії у сезоні 1933/34, а також одна гра у кубку країни проти «Лібертас» (1/8 фіналу, 6:3).
Пізніше повернувся на батьківщину. Знову виступав у складі «Конкордії», але такої ж гри, як на початку 30-х років, не показував. Також грав у команді «Граджянскі» (Скоп'є), з якою у сезоні 1938/39 років виступав у вищому дивізіоні, посівши 10 місце серед 12 команд і зігравши в усіх 18 матчах змагань. Загалом у фінальному турнірі чемпіонату Югославії зіграв 61 матч.
Під час Другої світової війни перебував у Словенії, в полоні в Любляні. Після 1945 року він переїхав до брата Кирила в Загреб, а потім переїхав з дружиною Надою до Белграда.
Помер у віці 64 років і був похований на Новому цвинтарі в Белграді.
| Дата       | Місто   | Господарі | Результат | Гості    | Турнір            | Голи | Примітки |
| ---------- | ------- | --------- | --------- | -------- | ----------------- | ---- | -------- |
| 29.05.1932 | Загреб  | Югославія | 0 – 3     | Польща   | товариський матч  | -    | 53'      |
| 26.06.1932 | Белград | Югославія | 7 – 1     | Греція   | Балканський кубок | -    |          |
| 30.06.1932 | Белград | Югославія | 2 – 3     | Болгарія | Балканський кубок | -    | 79'      |
| 03.07.1932 | Белград | Югославія | 3 – 1     | Румунія  | Балканський кубок | -    | 18'      |
| Усього     |         | Матчів    | 4         |          | Голів             | -6   |          |

## Титули і досягнення
- Чемпіон Югославії (2):

«Конкордія»: 1930, 1932
- Срібний призер чемпіонату Югославії (1):

«Конкордія»: 1931
- Срібний призер Балканського кубка (1):

Югославія: 1933